# Sadyr Nurgozhoevich Japarov
Sadyr Nurgozhoevich Japarov (Kyrgyz: Садыр Нургожоевич Жапаров, Sadır Nurgojoyeviç Japarov; sinh ngày 6 tháng 12 năm 1968) là một chính trị gia người Kyrgyzstan, ông giữ chức vụ Thủ tướng Kyrgyzstan kể từ ngày 10 tháng 10 năm 2020. đến ngày 14 tháng 11 năm 2020, giữ quyền tổng thống từ ngày 15 tháng 10 năm 2020 đến ngày 14 tháng 11 năm 2020 và là Tổng thống đương nhiệm của Kyrgyzstan từ ngày 28 tháng 1 năm 2021